# Télescope (poisson)
 (avril 2012).
Si vous disposez d'ouvrages ou d'articles de référence ou si vous connaissez des sites web de qualité traitant du thème abordé ici, merci de compléter l'article en donnant les références utiles à sa vérifiabilité et en les liant à la section « Notes et références ».
Pour les articles homonymes, voir Télescope (homonymie).
Le Télescope est une variété de poissons rouges qui se caractérise par ses yeux globuleux. Ces poissons sont aussi nommés "Yeux de Dragon" en Chine et "Demekin" au Japon, bien que ce dernier terme englobe aussi les Célestes (dont les yeux sont dirigés vers le haut). Ils sont appelés "telescope eyes" aux États-Unis et "globe eyes" au Royaume-Uni.  

## Histoire
Cette variété est apparue en Chine vers 1592.

## Description
Les télescopes ont un corps arrondi et un nombre de nageoires pair (excepté la nageoire dorsale) mais se distinguent du Ryukin par leurs yeux protubérants qui peuvent être sphériques, en forme de dôme ou coniques. Les écailles peuvent être rouges, orange, jaunes, blanches, noires, bicolores, tricolores, mates, brillantes ou nacrées. La queue doit être double et inclinée en-dessous de l'horizontal selon les standards de la race. Ils peuvent être croisés avec d'autres variétés auxquelles ils empruntent leurs caractéristiques.
L'une des formes les plus connues et répandues est le Black Moor entièrement noir mat. Il existe aussi le Télescope panda, bicolore et parfois tricolore, qui doit combiner du noir avec une ou deux autres couleurs, ou encore le Télescope pompon qui porte une paire de protubérances sur la tête.

Le télescope acquiert ses yeux protubérants entre l'âge de 3 et 6 mois. Il peut atteindre 20 cm de long à l'âge adulte et vit entre 10 et 15 ans et parfois davantage.

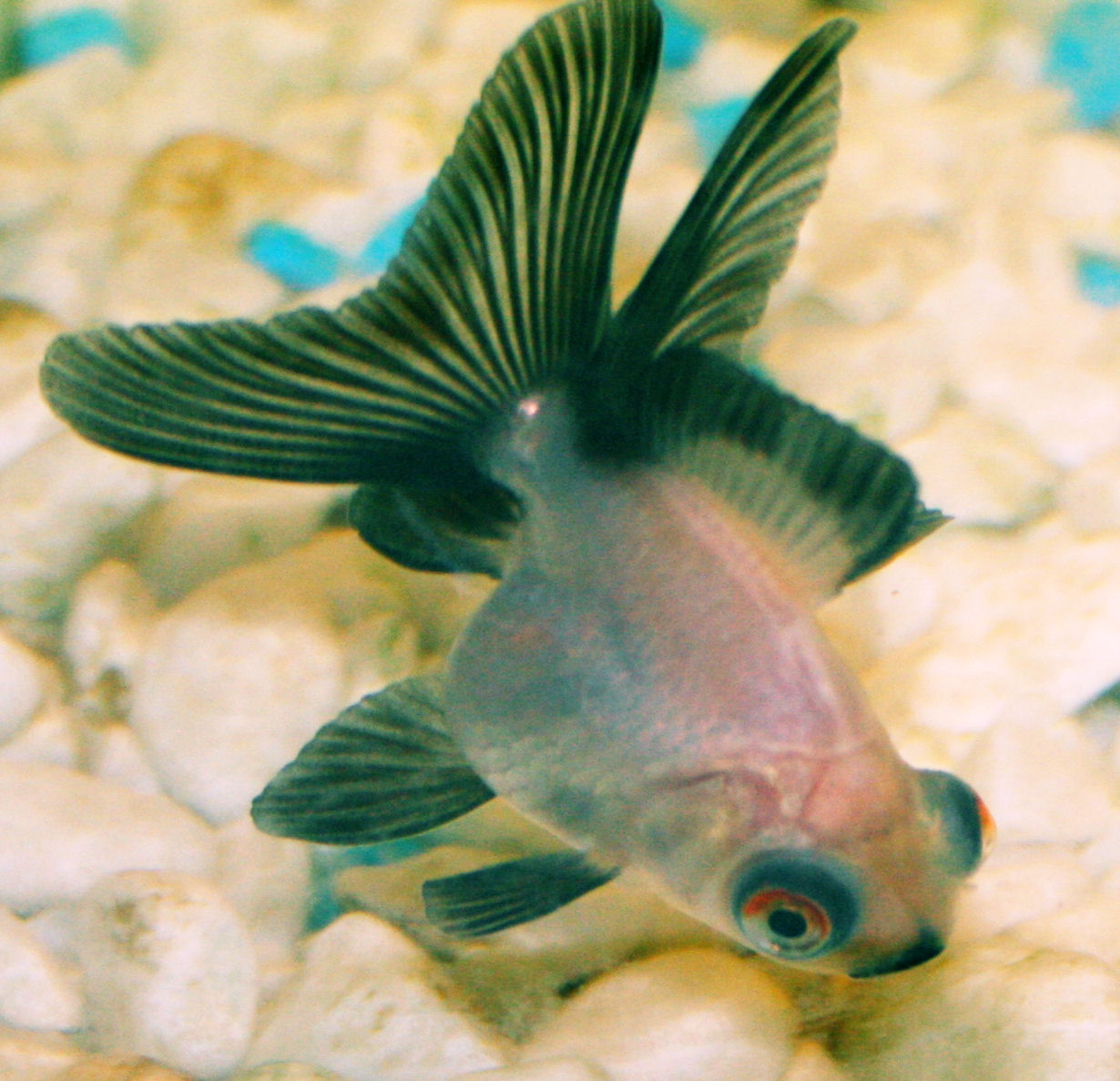
Jeune Télescope Panda
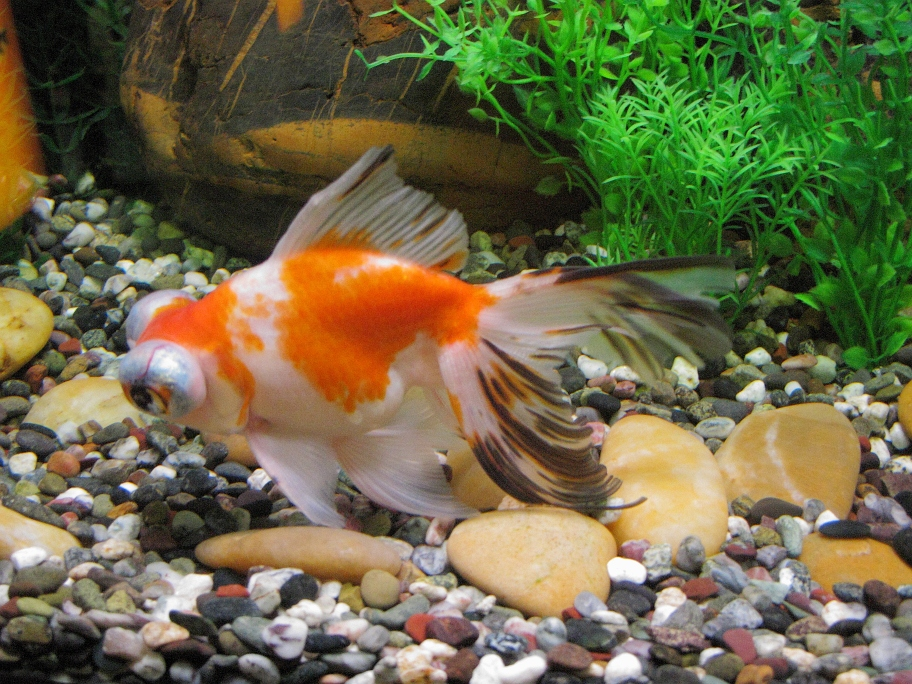
Télescope tricolore
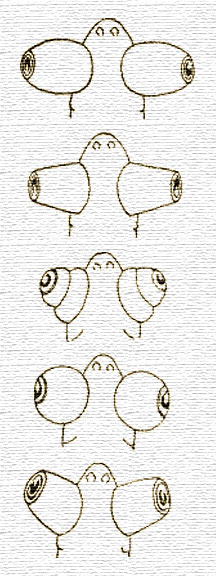
Variations des yeux du télescope

## Élevage
Les télescopes ont une mauvaise vision et leurs yeux sont fragiles. Il est conseillé d'éviter de les mettre en aquarium avec des poissons trop vifs, tel que les Comètes et les Shubunkin, et d'éviter les éléments de décors pointus.